# Ludwig der Zweite, König von Bayern
Ludwig der Zweite, König von Bayern ist ein 1929 von Wilhelm Dieterle gedrehter, deutscher Historien-Stummfilm. Dieterle übernahm selbst die Titelrolle.

## Handlung
Der Film zeichnet die wichtigsten Stationen im Leben des bayerischen Monarchen, Ludwig II. von Bayern nach, konzentriert sich aber vor allem auf seine letzten Lebensjahre. 
Nach frühen politischen Erfolgen greift immer mehr seine Verschwendungssucht um sich. Ludwig lässt Schlösser errichten, die seinen ehrgeizigen Visionen von perfekter Harmonie und edler Kunst entsprechen. Durch diese enormen Ausgaben gerät der Staat Bayern mehr und mehr in eine katastrophale finanzielle Schieflage. Bald wendet sich das Volk und der gesamte Hofstaat gegen ihn, auch seine engste Vertraute, Kaiserin Elisabeth, und ihre kleine Schwester Prinzessin Sophie entfremden sich ihm immer mehr.
Isoliert und von der Empfindung getrieben, unverstanden und nur noch von Feinden und Kleingeistern umgeben zu sein, nimmt Ludwigs Verhalten allmählich wahnhafte Züge an. Der König wird daraufhin erst von der Außenwelt isoliert, dann unter Kuratel gestellt. Schließlich kommt er, gemeinsam mit seinem Leibarzt Dr. Gudden, unter ungeklärten Umständen im Starnberger See ums Leben.

## Produktionsnotizen
Die Außenaufnahmen in Bayern fanden im Oktober 1929 und die Atelieraufnahmen im Ufa-Atelier Neubabelsberg von Mitte November 1929 bis Januar 1930 statt. Am 31. Dezember 1929 passierte Ludwig der Zweite, König von Bayern die erste Filmprüfung; zahlreiche weitere sollten folgen. Durch mehrfache Kürzungen schrumpfte die Länge des Films von ursprünglich 3963 Meter auf 3106 Meter. Der Film wurde schließlich am 10. März 1930 im Titania-Palast (Berlin) uraufgeführt, während es in Bayern nach zahlreichen staatlichen Protesten zunächst zu einem Aufführungsverbot kam.
Ludwig der Zweite, König von Bayern war der letzte Stummfilm Dieterles. Joe Pasternak hatte die Produktionsleitung. Ernst Stern und Erich Grave zeichneten für die Filmbauten verantwortlich, Grave entwarf darüber hinaus auch die Kostüme.
Die damals 18-jährige Trude von Molo gab mit der österreichischen Kaiserin Elisabeth hier ihr Filmdebüt.

## Kritiken
Vor allem in Bayern wurde der Film ebenso intensiv diskutiert wie massiv attackiert. Bedenken gab es vor allem angesichts der Tatsache, dass in dem Historiendrama dem schleichenden Wahnsinn des Monarchen viel Platz eingeräumt wurde. Dabei gab es ganz offensichtlich massive Auseinandersetzungen zwischen der reichsweiten Filmzensur in Berlin und entsprechenden Stellen in München. Immer wieder soll die bayerische Staatsregierung versucht haben, auf die in Berlin gefällten Zensurbescheide Einfluss zu nehmen. Zeitweilig erließ die Polizeidirektion München sogar ein Aufführungsverbot für die bayerische Landeshauptstadt.
In den Münchner Neuesten Nachrichten schrieb Erwein Freiherr von Aretin nach einer Pressevorführung eine lange Einschätzung zu dem Film. 

„Ich kann nicht sagen, daß ich gerade mit dem Willen zur unbedingten Anerkennung des Gebotenen den Gloria-Palast betrat. Wie sehr es einem widerstrebt, Personen, deren Beurteilung stark gefühlsbetont ist, auf der gleichgültigen Leinwand agieren zu sehen, davon werden wir später sprechen. Um so eindrucksvoller war es mir, daß der Film, den wir zu sehen bekamen, im großen ganzen in keiner Weise die tiefen Gefühle der Verehrung verletzte, die ich für seinen unglücklichen Helden empfinde. Der Darsteller Ludwigs II., der zugleich als Regisseur des Films verzeichnet,  Wilhelm Dieterle, bringt für die Gestalt des Königs viel mit: eine hohe, stolze Gestalt, die edle Form eines breitgestirnten Hauptes, das nur in manchen Unteransichten etwas peinlich, maskenhaft wirkt, einen weichen, romantischen Ausdruck der Augen. Sein Spiel hat vornehme Haltung und Tiefe und steigert sich im Laufe des Spiels […] So kommt es, daß die letzten Akte des Königsdramas wirklich im guten Sinne als wirkungsvoll und gut bezeichnet werden können. Von einer verrohenden Wirkung des Bildstreifens kann in dieser Fassung mit Recht nicht mehr gesprochen werden. Manche Textteile verstimmen. Wenn der Film der Kaiserin Elisabeth die mir in ihrer Authentizität nicht nachweisbaren  Worte in den Mund legt, der König würde noch regieren, wenn er seine Millionen statt für Werke des Friedens für Werke des Krieges ausgegeben hätte, so wirkt dieses mehr nach Berlin 1930 als nach Possenhofen 1886 klingende Wort in seiner robusten Tendenz etwas ernüchternd. […] Der Film gibt uns in der vorgelegten Form (…) keine Berechtigung zur Klage. Aber es ist viel Zündstoff um ihn gehäuft, in erster Linie durch die unglaublich ungeschickte erste Entscheidung der Oberprüfstelle, daß, wer für die Ordnung verantwortlich ist, mehr vor sich sehen muß als eine Folge einwandfreier Bilder.“

Der bei derselben Sondervorstellung am 5. März 1930 im Berliner Gloria-Palast anwesende Vertreter des Völkischen Beobachters giftete in der darauf folgenden Ausgabe der antisemitischen Hauspostille der NSDAP: „Also: der Vorhang geht auseinander und – „Carl Laemmle zeigt“: (ausgerechnet Carl Laemmle, der ebenso deutschfeindliche wie jüdische Filmkönig aus U.S.A.) Ludwig II., König von Bayern – und nun erscheinen all die unbekannten Namen, meistens jüdischer Herkunft, die an der Entstehung eines solchen Filmwerks beteiligt zu sein pflegen. Für die Produktionsleitung zeichnet z. B. ein Herr Pasternak. König Ludwig II. wird von dem bekannten Regisseur des Films, Wilhelm Dieterle, in Maske und Spiel gut dargestellt, alle Gesten und der gequälte Gesichtsausdruck des leidenden Königs werden 11 Akte hindurch mit schauspielerischem Können, das aber gerade deshalb peinlich wirkt, verkörpert.“
Nach dem Krieg wies CineGraph auf die schwierigen Umstände bei Herstellung und Vorführung des Films hin:

„Auch seine zweistündige Filmbiografie über LUDWIG II. (1930), die er mit Reinhardts Bühnenbildner Ernst Stern auf die Beine stellt, verursacht einen Radau. Seine statische, eher dekorative aber in der Darstellung ungeschminkte Bilderchronik bringt ihm den Vorwurf ein, „die Verwandtschaft des Königs zu beschmutzen und das Ansehen des deutschen Reiches im Ausland zu beeinträchtigen.“ Der Film wird von der Zensur schwer verstümmelt, in Bayern sogar verboten.“